# AIM (álbum)
AIM —en español: Propósito u Objetivo— es el quinto álbum de estudio de la cantante inglesa M.I.A. estrenado el 9 de septiembre de 2016.

## Antecedentes
El primer adelanto del álbum se dio a conocer en mayo de 2015, cuándo M.I.A. compartió la versión demo de la pista «Platforms» en su página oficial de SoundCloud. El álbum iba a ser llamado Matahdatah y en un inicio fuentes dedicadas a la industria musical especularon que sería un álbum audiovisual filmado alrededor del mundo, cuyo primer sencillo sería llamado «Swords». En julio de 2016, M.I.A. confirmó que el álbum sería nombrado AIM (nombre que también ella ya había considerado para su álbum anterior, Matangi), teniendo por primer sencillo la canción «Swords». La artista dijo a los medios de comunicación que este era su álbum más positivo, indicando que carecía de quejas. Además, anunció que sería el último. En mayo de 2016, a través de su cuenta de Periscope, liberó un avance del álbum completo, en el cual se adelantaban unos segundos de cada una de las 12 canciones que formarían parte de la versión estándar del lanzamiento. Las pistas que conformarían le versión deluxe fueron anunciadas el 18 de agosto de 2016. La cantante fue revelando varias pistas y demos con el paso de los meses, culminando en el lanzamiento oficial el 9 de septiembre de 2016.

## Arte
La cubierta del álbum fue publicada en agosto y presenta una fotografía de la cantante sobre un fondo naranja y negro. M.I.A. se inspiró en la bandera de la Nación de Refugiados, la cual sus colores son naranjas y negro. Uno representa la tierra y el otro representa las fronteras, los cuales son los temas principales de AIM.

## Promoción
"The New International Sound Pt. 2" fue lanzado en junio de 2015, como parte del proyecto GENER8ION del productor musical francés Surkin. «Swords» y «Borders» se lanzaron en 2015. M.I.A. después publicó la canción «Ola» (a cual en el lanzamiento oficial fue retitulada como «Visa») vía SoundCloud, la cual originalmente contenía un sample de la canción «Circle of Life» de Elton John de la película El Rey de León, el que fue remplazado por un sample de una canción de su propio catálogo llamada «Galang» de su álbum Arular. «Go Off» fue lanzada el 15 de julio de 2016. El productor Blaqstarr produjo su siguiente sencillo «Bird Song» y fue estrenado el 12 de agosto de 2016. La versión de Diplo de esa misma canción fue lanzada el 18 de agosto de 2016.

## Lista de canciones
| Edición estándar |                                   |                                           |                                |          |  |
| N.º              | Título                            | Escritor(es)                              | Productor(es)                  | Duración |  |
| 1.               | «Borders»                         | Maya Arulpragasam Amish Patel Levi Lennox | ADP Lennox                     | 4:11     |  |
| 2.               | «Go Off»                          | Arulpragasam Sonny Moore Charles Smith    | Skrillex Blaqstarr Tom Manaton | 3:04     |  |
| 3.               | «Bird Song» (Blaqstarr version)   | Arulpragasam Smith                        | M.I.A. Diplo Blaqstarr         | 3:01     |  |
| 4.               | «Jump In»                         |                                           |                                | 2:23     |  |
| 5.               | «Freedun» (con ZAYN)              | Arulpragasam Zayn Malik [ 14 ]            |                                | 4:41     |  |
| 6.               | «Foreign Friend» (con Dexta Daps) |                                           |                                | 4:23     |  |
| 7.               | «Finally»                         |                                           |                                | 3:00     |  |
| 8.               | «A.M.P. (All My People)»          |                                           |                                | 3:21     |  |
| 9.               | «Ali r u ok?»                     |                                           |                                | 3:30     |  |
| 10.              | «Visa»                            |                                           |                                | 2:51     |  |
| 11.              | «Fly Pirate»                      |                                           |                                | 2:25     |  |
| 12.              | «Survivor»                        |                                           |                                | 2:59     |  |
| 39:49            |                                   |                                           |                                |          |  |

| Edición deluxe |                                                           |                                                                                        |                                          |          |  |
| N.º            | Título                                                    | Escritor(es)                                                                           | Productor(es)                            | Duración |  |
| 13.            | «Bird Song» (Diplo version)                               | Arulpragasam Smith                                                                     | M.I.A. Diplo Blaqstarr                   | 3:22     |  |
| 14.            | «The New International Sound Pt. 2» (featuring GENER8ION) |                                                                                        | Surkin                                   | 3:28     |  |
| 15.            | «Swords»                                                  | Arulpragasam Jerry Leembruggen Ruben Fernhout Hirdesh Singh Tevin Plaate Kaushal Sahil | M.I.A. DJ Jerry MC Ruben Hit-Boy Spanker | 2:25     |  |
| 16.            | «Talk»                                                    |                                                                                        |                                          | 2:14     |  |
| 17.            | «Platforms»                                               |                                                                                        |                                          | 2:55     |  |
| 54:13          |                                                           |                                                                                        |                                          |          |  |

Créditos de sample
- «Bird Song» (versión Blaqstarr) y «Bird Song» (versión Diplo) contienen elementos musicales de la película Tamil , filme de Oru Kili Uruguthu.